# Kirche Skören

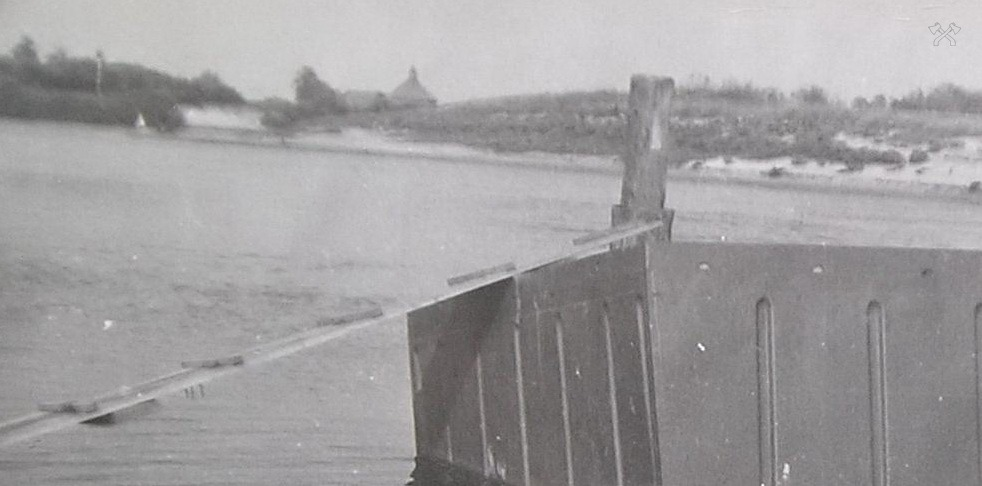
Blick auf Gorodkowo (Skören), im Hintergrund (Mitte) die Kirche Skören.

Die Kirche in Skören, von der heute lediglich noch die Fundamente erkennbar sind, wurde inn den frühen 1930er Jahren erbaut. Der achteckige aus Holz errichtete Bau mit Türmchen war bis 1945 evangelisches Gotteshaus für die Bewohner im Kirchspiel des ostpreußischen heute Gorodkowo genannten Ortes in der russischen Oblast Kaliningrad (Gebiet Königsberg (Preußen)).

## Geographische Lage
Gorodkowo liegt am Nordufer der Gilge (russisch: Matrossowka). Eine bei Mostowoje (Sköpen) von der russischen Regionalstraße R 513 abzweigende Nebenstraße führt bis direkt in den Ort. Eine Bahnanbindung besteht nicht.
Die Kirche stand im Ortskern nördlich des Landweges zur Ortsstelle des nicht mehr existenten Baltruscheiten (1938 bis 1946: Balten, russisch: Obchodnoje).

## Kirchengebäude
Bereits im Jahre 1894 wurde der Wunsch aus der Gemeinde laut, für das innerhalb des  Kirchspiels Kaukehmen (der Ort hieß zwischen 1938 und 1946: Kuckerneese, heute russisch: Jasnoje) etwas entlegene Gebiet um Skören eine bessere kirchliche Versorgung zu erlangen. Am 15. Mai 1905 schließlich beschlossen die zuständigen Gremien, einen eigenen Seelsorgebezirk Skören einzurichten. Ab 1909 fanden – zunächst im Schulhaus – eigene Gottesdienste statt. Nach kriegsbedingten Verzögerungen begann 1932 der Bau.
In Anlehnung an die oktogonale Bauform der Kirche Lappienen (mit Sitz in Alt Lappienen, 1938 bis 1946: Rauterskirch, russisch: Bolschije Bereschki) und an den Bau der Kirche Inse (russisch: Pritschaly) entstand ein schlichtes achteckiges Gebäude mit Türmchen in Holzbauweise. Am Epiphaniastag 1933 (6. Januar) wurde das Gotteshaus durch Generalsuperintendent Paul Johannes Gennrich feierlich eingeweiht und seiner Bestimmung übergeben.
Den Zweiten Weltkrieg überstand das Kirchlein unversehrt. Bis 1978 allerdings wurde das Gebäude als Lagerhalle zum Trocknen von Getreide fremdgenutzt, die Orgel und die Kirchenfenster wurden mutwillig zerstört und die Kirchenbänke entfernt. Im Jahre 1979 riss man die einstige Kirche ab und errichtete an ihrer Stelle einen Melkschuppen. Von der Kirche künden allenfalls noch die Fundamente.

## Kirchengemeinde
Nachdem im Jahr 1905 bereits ein eigener Seelsorgebezirk Skören der Kirche Kaukehmen (Rauterskirch) eingerichtet worden war, wurde im Jahre 1909 eine eigene evangelische Kirchengemeinde gegründet, deren Bezirk aus dem Kirchspiel Kaukehmen herausgetrennt und mit einem eigenen Pfarrer versehen wurde, der in Skören seinen Sitz hatte. Die Kirchengemeinde war patronatslos. Im Jahr 1925 zählte sie 1244 Gemeindeglieder, die in sieben Kirchspielorten wohnten.
Die Pfarrei Skören war bis 1945 Teil des Kirchenkreises Niederung (Elchniederung) innerhalb der Kirchenprovinz Ostpreußen der Kirche der Altpreußischen Union. Aufgrund von Flucht und Vertreibung der einheimischen Bevölkerung sowie restriktiver Religionspolitik der Sowjetunion kam das kirchliche Leben in Skören resp. Gorodkowo zum Erliegen. Heute liegt der Ort im Einzugsgebiet der neu entstandenen evangelisch-lutherischen Kirchengemeinde in Slawsk (Heinrichswalde), die zur Propstei Kaliningrad der Evangelisch-lutherischen Kirche Europäisches Russland gehört.

### Kirchspielorte
Zum Kirchspiel Skören gehörten zwischen 1909 und 1945 sieben Orte bzw. kleinere Ortschaften:
| Name                      | Änderungsname 1938 bis 1946 | Russischer Name |
| ------------------------- | --------------------------- | --------------- |
| Alt Ginnischken           | Alginnendorf                |                 |
| Baltruscheiten (anteilig) | Balten                      | Obchodnolje     |
| Baltruschkehmen           | Altschanzenkrug             | Raswiliki       |
| Budwethen(anteilig)       | Ansorge                     | Lutschistoje    |
| Groß Karzewischken        | Sprosserweide               | Schtschukino    |
| Neu Ginnischken           | Neuginnendorf               | Chmelnizkoje    |
| Skören                    |                             | Gorodkowo       |

### Pfarrer
Im einstigen Seelsorgebezirk und der ab 1909 eigenen Kirchengemeinde Skören amtierten als evangelische Geistliche:
| - Friedrich Hein, 1905 - Ernst Eduard Freutel, 1906–1909 - Ludwig Fr. Th. Eicke, 1910–1911 - Franz Moderegger, 1921 - Otto Heinrich Kumutat, 1922–1927 - Gerhard Bolz, 1931 - Harry Ennulat, 1936–1937 - Kurt Kleinhans, 1936–1937 - Erich Luckat, 1937–1945. |